# Левинсон, Николай Рудольфович
Николай Рудольфович Левинсон (19 мая 1888, Москва, Российская империя — 20 ноября 1966, там же, СССР) — русский и советский историк, крупнейший специалист по истории материальной культуры, автор научных трудов по художественной обработке металлов в России, музейный работник, преподаватель и экскурсовод. Один из учредителей Общества друзей Исторического музея.

## Биография
Родился 19 мая 1888 года в Москве в семье купца первой гильдии, потомственного почётного гражданина Рудольфа Леонтьевича Левинсона, владельца «фабрики галстуков, воротников и белья Левинсона». Фирма существовала с 1882 года и имела розничные магазины по шести адресам: Кузнецкий мост, д. 16; Никольская ул., д. 10; Мясницкая, д. 10; пассаж Солодовниковых, д. 83; Тверская ул., д. 36; Петровка, д. 5. Были отделения в городах Харькове, Екатеринославе, Саратове с торговлей бельем, галстуками, женской обувью и парфюмерией..
В 1905 году окончил реальное училище при лютеранской церкви святого Михаила, после чего поступил на механический факультет Высшего Технического училища. В эти годы он увлекался археологией и историей русского искусства, поэтому он стал регулярно ходить на заседания Московского археологического общества.
В 1913 году был принят в число членов комиссии Старой Москвы. Во время начала Первой мировой войны он был призван в армию и отправился на фронт, где попал в плен и временно был вынужден оставить работу.
В 1918 году он возвратился в Москву, а в 1919 году устроился на работу в Наркомпром РСФСР и получил должность сотрудника отдела по делам музеев и охраны памятников искусства и старины, одновременно с этим занимал должность экскурсовода и проводил экскурсии по Москве и Московской губернии.
В 1918 году вместе с А. В. Орешниковым, В. А. Городцовым и Г. Л. Малицким был в числе учредителей Общества друзей Исторического музея, задача которого состояла в содействии в организации выставок, экскурсий, лекций, экспедиций для пропаганды памятников истории и культуры из собрания ГИМ.
В 1924 году он вновь был приглашён в общество Старая Москва. С 1932 по 1962 год работал в Историческом музее сначала в качестве научного сотрудника, а затем заведовал группой изделий из металла, был и. о. заведующего музейными фондами и учёного секретаря (1932—1962), одновременно с этим преподавал историю русской архитектуры в Московском архитектурном институте.
С 1935 по 1936 год вёл наблюдения за земляными работами Мосметростроя. В конце 1930-х годов устроился на работу в МГУ, где он вёл курс и практикум по теме «История материальной культуры XVI—XIX веков» на кафедре музееведения при историческом факультете.
В июле 1941 года хотел уйти добровольцем на фронт и вступить в Московское ополчение, но его не призвали в армию по состоянию здоровья, и он был командирован для сопровождения эвакуированных фондов Исторического музея в Кустанай.
В 1943 году возвратился в Москву и вплоть до 1962 года продолжал краеведческую, музейную и педагогическую работу.
В 1962 году тяжело заболел и был вынужден уйти на пенсию. Боролся с болезнью 4 последующих года. Скончался 20 ноября 1966 года в Москве. Похоронен на 19-м участке Введенского кладбища (место № 534).
Материалы личного архива Н. Р. Левинсона хранятся в ГИМ, среди них: материалы научной  деятельности (машинописные и рукописные статьи, оттиски, рецензии), подготовительные материалы (выписки, фотографии, картотеки), служебные документы, материалы об участии в научных обществах; переписка, личные дневники, записные книжки, фотографии.

## Семья
- Жена — Мария Николаевна Левинсон-Нечаева (1892—1977) совмещала работу в ГИМ с работой в Оружейной палате. В 1930-1950-е годы участвовала во многих музейных экспедициях и опубликовала статьи и монографии, актуальные и сегодня. Предметом её особого научного интереса была древнерусская одежда[4].
- Дочь — Хохлова Екатерина Николаевна (1922—2016) окончила факультет искусствоведения отделения филологии МГУ (1943-1948), кандидат искусствоведения (1978), специалист в области русского народного декоративного искусства, c 1968 года член МОСХ. Более 30 лет проработала в Научно-исследовательском институте художественной промышленности, занимая должности ученого секретаря и заместителя директора Музея народного искусства, заведующего отделом керамики[5].

## Публикации
- Левинсон Н. Р. Мастера художники Москвы // Труды Государственного Исторического Музея. Памятники культуры. Вып. XXXI. М., 1961.
- Левинсон Н. Р. , Гончарова Л. Н. Русская художественная бронза: Декоративно-прикладная скульптура XIX в. // Труды Государственного исторического музея. Памятники культуры; Вып. 29. М., 1958.